# Зорін Сергій Іванович
Сергій Іванович Зорін (1911, село Крюківська Уфимська губернія, нині в Благовєщенському районі Башкортостану — 6 лютого 1954, Уфа) — учасник Другої світової війни, механік-водій танка Т-34 3-го танкового полку 37-ї механізованої бригади 1-го механізованого корпусу 2-ї гвардійської танкової армії 1-го Білоруського фронту, старшина, Герой Радянського Союзу.

## Біографія
Народився в сім'ї селянина-бідняка. Батько загинув на фронті Першої світової війни в 1914 році. До 1924 року виховувався у Благовєщенському дитячому будинку.
Закінчив 7 класів. Працював за наймом, потім вивчився на тракториста. Після служби в Червоній армій в 1935 році повернувся додому. Проте, приїхавши одного разу в Уфу, вступив на курси водіїв трамваїв, які проходили в навчальному комбінаті м. Куйбишева.
Улюбленій роботі завадила радянсько-фінська війна. Після демобілізації в 1940 році працював начальником трамвайного маршруту.
З початком бойових дій на території Радянського Союзу призваний до лав Червоної Армії, де його направляють в танкове училище. З листопада 1943 року механік-водій старшина Зорін веде свій танк на фронт. У 1944 році вступив у ВКП.
Після демобілізації з армії Зорін був начальником служби руху, а потім директором трамвайного депо № 1. Обирався депутатом Уфимської міської Ради, членом партійного бюро.

## Нагороди
- Указом Президії Верховної Ради СРСР від 24 березня 1945 року за зразкове виконання бойових завдань командування і проявлені мужність і героїзм у боях з німецько-фашистськими загарбниками старшині Зоріну Сергію Івановичу присвоєно звання Героя Радянського Союзу з врученням ордена Леніна і медалі «Золота Зірка» (№ 7234)[1].
- Орден Червоної Зірки (11.10.1943)[2].
- Медаль «За відвагу» (29.06.1944)[3].
- Медаль «За відвагу» (12.10.1944)[4].
- Інші медалі.

## Пам'ять
- Для увічнення пам'яті Героя колектив Уфимського трамвайного депо № 1 вирішив клопотати про присвоєння депо його імені. Рада Міністрів РРФСР задовольнив прохання. Також на території встановлено пам'ятник та меморіальна дошка в пам'ять про С. І. Зоріна.
- В районному центрі — місті Благовєщенську — в меморіалі загиблим воїнам-землякам встановлено бюст Героя, в міському історико-краєзнавчому музеї йому присвячений стенд.
- В селі Рождєственське Благовєщенського району на будівлі колишньої початкової школи, де навчався С. І. Зорін, про це нагадує меморіальна дошка.